# Хмелевочка
Хмелевочка — река в России, протекает в Селижаровском районе Тверской области. Устье реки находится в 44 км по правому берегу реки Пырошня. Длина реки составляет 11 км.
На реке стоит деревня Азаново Максимковского сельского поселения.

## Данные водного реестра
По данным государственного водного реестра России относится к Верхневолжскому бассейновому округу, водохозяйственный участок реки — Волга от Верхневолжского бейшлота до города Зубцов, без реки Вазуза от истока до Зубцовского гидроузла, речной подбассейн реки — бассейны притоков (Верхней) Волги до Рыбинского водохранилища. Речной бассейн реки — (Верхняя) Волга до Куйбышевского водохранилища (без бассейна Оки).
Код объекта в государственном водном реестре — 08010100412110000000274.